# 斉藤恵一
斉藤 恵一（さいとう けいいち、1980年11月9日 - ）は、北海道出身のバスケットボール選手である。ポジションはスモールフォワード/パワーフォワード。193cm、85kg。イカイレッドチンプス所属。

## 来歴
宮の丘中学校でバスケットボールを始め、東海大学第四高校、宮田自動車を経て、2005年のbjリーグドラフト全体13位（3巡目）で仙台89ERSに入団。
2007年、実業団のイカイに入団。

## 経歴
- 宮の丘中学校 - 東海大四高 - 宮田自動車（1999年〜2005年） - 仙台（2005年〜2006年） - イカイ静岡（2007年〜）